# Radiolé
Radiolé est une station de radio privée espagnole, spécialisée dans les variétés hispanophones et la musique populaire. Elle appartient au groupe Prisa, via sa filiale Prisa Radio (ex Unión Radio). Sa zone de diffusion couvre l'ensemble du territoire espagnol. 
Radiolé commence à émettre en 1991. Elle est alors la propriété de Onda Musical S.A., filiale de Antena 3 Radio, absorbée par le groupe Prisa en 1992. 
La grille des programmes de la station accorde une place importante à la chanson espagnole ou hispanophone ainsi qu'aux différents styles de musique populaire ou traditionnelle (flamenco, sevillana, rumba). Le matin, les auditeurs de Radiolé sont réveillés par « Café Olé » de lunes a viernes de 7 à 11 heures, programme de divertissement présenté par Oscar Ponce et Ana Más. Plus tard, de 23 h à minuit, le programme « Temple y Pureza » est consacré à la flamenco, musique populaire originaire d'Andalousie. Sur les lundi matins de minuit à 1 h 30, l'émission « Los Toros », présentée par Manuel Molés, se propose de retrouver des chansons d'autrefois, se voulant une petite parenthèse « kitsch » dans la programmation de Radiolé. Enfin, le reste de la grille suit le programme « Fórmula Olé », essentiellement musical.
Les résultats d'une enquête effectuée par l'Estudio General de Medios en 2010 montrent que l'auditeur-type de la station est plutôt d'âge moyen, ou âgé (adultes et seniors) : 19,8 % a entre 45 et 54 ans, 17,3 % a entre 55 et 64 ans, 19,6 % a plus de 65 ans. Pour autant, la tranche d'âge des 25-34 ans est également bien représentée, avec 17,8 %. L'auditeur de Radiolé est généralement issu de la classe moyenne (42,1 %) et de la classe moyenne inférieure (37,6 %), et plutôt de sexe féminin (50,7 %). En 2010, Radiolé pouvait compter sur une audience d'environ 452 000 personnes.
Radiolé dispose d'un réseau d'émetteurs en modulation de fréquence (FM) et en modulation d'amplitude lui permettant de couvrir l'ensemble du territoire espagnol. Elle peut également être écoutée sur la TDT (télévision numérique terrestre espagnole) et dans le monde entier par internet.